# Kagome Kagome
Kagome Kagome (jap. かごめかごめ) ist ein japanisches Spiel für Kinder. Ein Kind wird als Oni („Dämon“ oder „Monster“) ausgewählt und sitzt mit verbundenen Augen in der Mitte des Kreises. Die anderen Kinder halten sich an den Händen und laufen im Kreis um den „Oni“, während sie das Lied zu dem Spiel singen. Wenn das Lied und damit die Umkreisung stoppt, muss der „Oni“ den Namen der Person hinter sich sagen, und wenn er richtig liegt, tauscht diese Person den Platz mit dem „Oni“.
Kagome bedeutet wörtlich „Korb-/Käfigauge“, wobei mit Auge hier die Maschen gemeint sind. Die Bezeichnung des Spiels kommt daher, dass der Oni wie ein Vogel im Käfig der anderen Kinder sitzt.

## Liedtext
Der genaue Text des Liedes variiert regional. Eine Variante lautet:
| Japanische Schrift          | Transkription                          |
| --------------------------- | -------------------------------------- |
| かごめかごめ 篭の中の鳥は   | Kagome Kagome, Kago no naka no tori wa |
| いついつ出やる 夜明けの晩に | Itsuitsu deyaru? Yoake no ban ni       |
| 鶴と亀と 滑った             | Tsuru to kame to subetta.              |
| 後ろの正面だあれ.           | Ushiro no shōmen daare ?               |

Übersetzung:
Kagome, Kagome, der Vogel im Käfig,

wann wirst du herauskommen?

Im Abend der Morgenröte,

Wer steckt hinter den Fallen der Schildkröte und des Kranichs?

Wer steht nun hinter dir?
Manchmal sind die letzten beiden Zeilen folgend übersetzt:
An Dämmerungen und Abenden.

Wer ist hinter dir,

Wo ein Kranich und eine Schildkröte ausrutschten und fielen?